# Tugali barnardi
Tugali barnardi is een slakkensoort uit de familie van de Fissurellidae. De wetenschappelijke naam van de soort is voor het eerst geldig gepubliceerd in 1932 door Tomlin.